# Atlanta Police Department
Pour les articles homonymes, voir APD.
L'Atlanta Police Department (APD) (en français: « Service de police d'Atlanta ») est l'agence de police municipale de la ville d'Atlanta, dans l’État américain de Géorgie.

## Histoire
En 1853, l’APD est créé par le conseil municipal de la ville d'Atlanta, en 1858, elle  est composée de 20 officiers de police, son premier chef élu fut Thomas Jones. Elle perd son premier officier en 1863. L'Atlanta Police Department est composé de plus de 1600 officiers de police, et est sous les ordres du Chef de la Police Erika Shields depuis le 28 décembre 2016.

## Découpage des zones
| Zone                  | Section de la ville d'atlanta                    |
| --------------------- | ------------------------------------------------ |
| Zone 1                | Western Atlanta                                  |
| Zone 2                | Northern Atlanta                                 |
| Zone 3                | Southern Atlanta                                 |
| Zone 4                | South-West Atlanta                               |
| Zone 5                | Downtown                                         |
| Zone 6                | Eastern Atlanta                                  |
| Section Aéroportuaire | Hartsfield-Jackson Atlanta International Airport |

## Insignes et Grades
| Grade                                  | Insigne |
| -------------------------------------- | ------- |
| Chef de la Police                      |         |
| Assistant au chef de la police         |         |
| Deputy Chief                           |         |
| Major                                  |         |
| Capitaine                              |         |
| Lieutenant                             |         |
| Sergent                                |         |
| Détective, (SPO) Senior Patrol Officer |         |
| Police Officer                         |         |

## Démographie

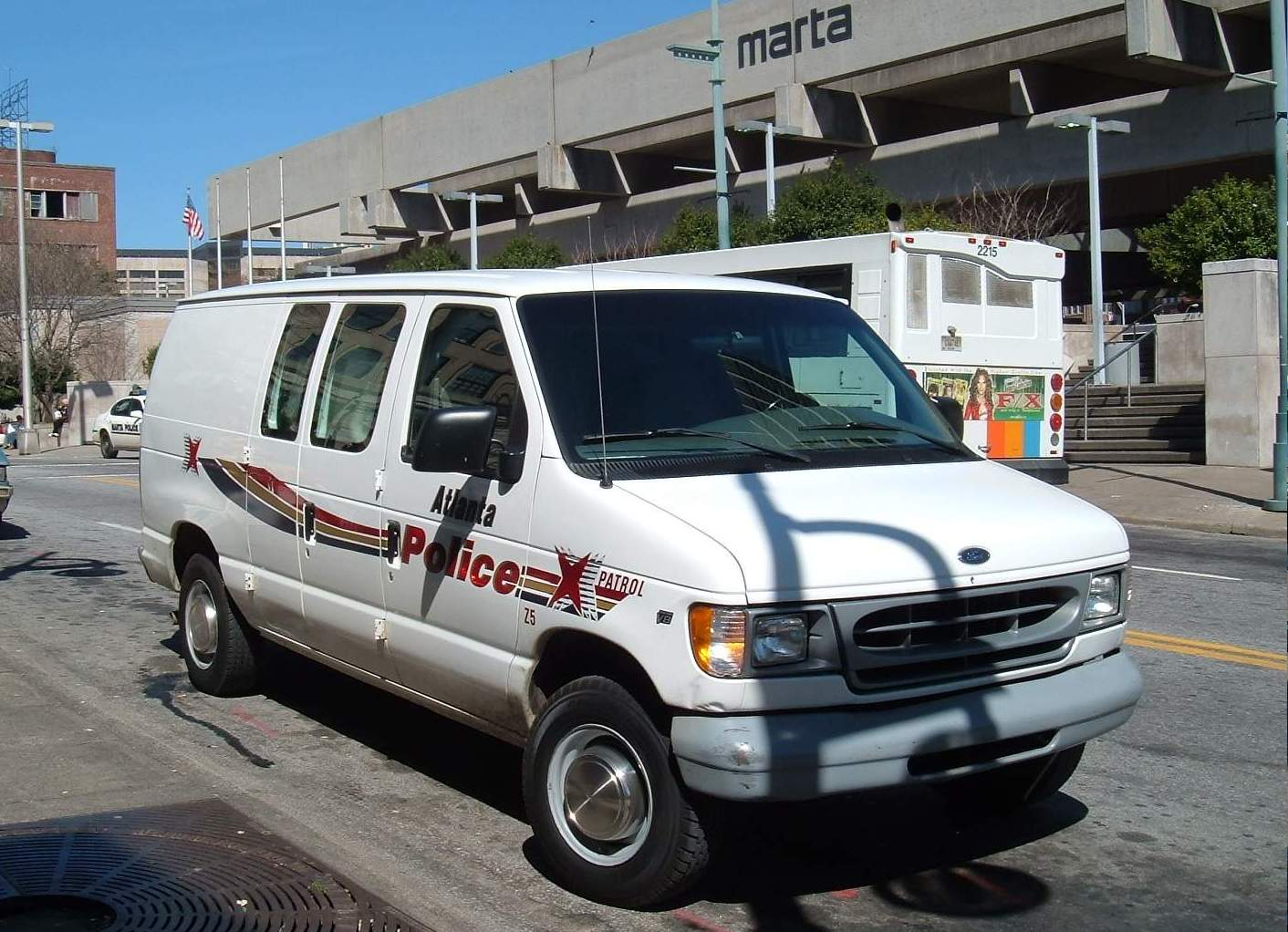
Van ford du APD

- Hommes : 83 %
- Femmes : 17 %
- Afro-Américains / Noirs : 57 %
- Blancs : 41 %

- Hispaniques : 1 %
- Asiatiques : 1 %

## Armes & Équipements

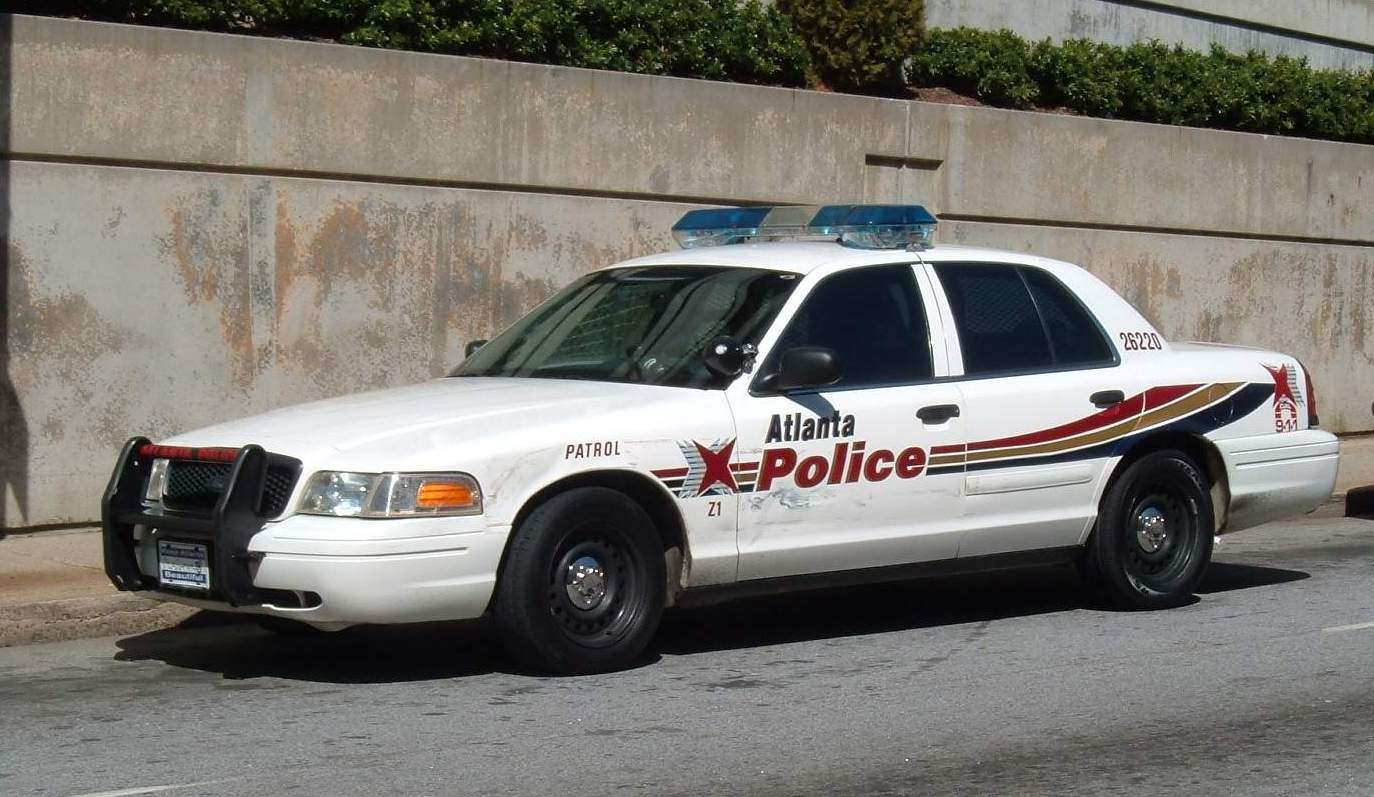
Ford Crown Victoria du APD

Armes de service : Depuis les années 1990, les policiers d'Atlanta sont dotés de pistolets fabriqués par Smith & Wesson :
- Modèles 5903, 5943 et 6904 (pour la Division des investigations criminelles) jusqu'en 2004,
- Modèle 4003 TSW de 2004 à 2008,
- et M&P40 depuis 2008.

De plus, chaque voiture de patrouille comprend un râtelier prévu pour accueillir un fusil à pompe Remington 870.
Véhicules : Ford Crown Victoria équipés de LED, de pupitres de commande numérique et de Toughbook de données mobiles. Le Service de police d'Atlanta pense à ajouter à sa flotte de véhicules des Dodge Charger, Chevrolet Caprice et Ford Taurus.

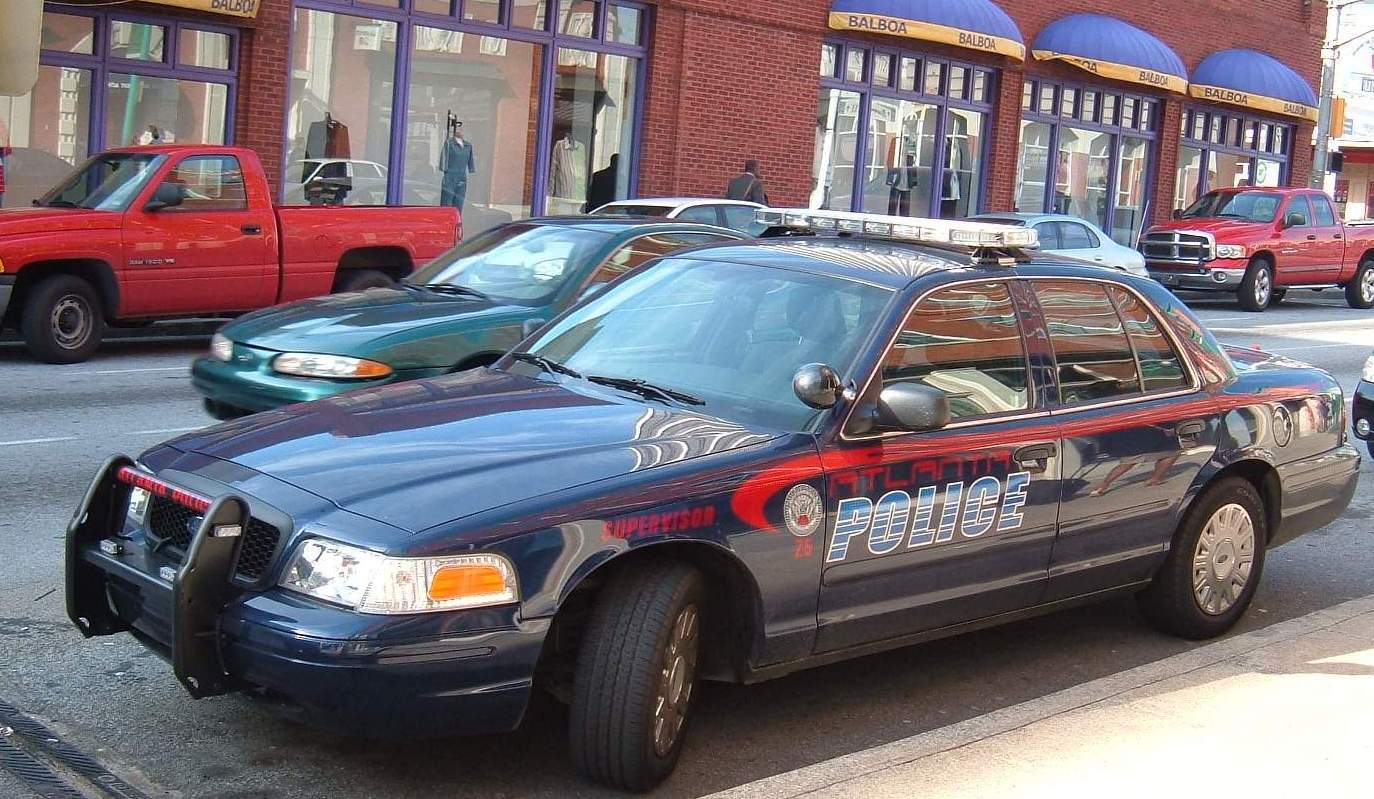
Une autre Ford Crown Victoria

Communications : L'APD utilise des Motorola Digital 800 MHz système Trunking (Talkie-walkie à 24 canaux). Ce système offre des communications vocales et de données. Grâce à ce système, les troopers du APD communiquent également avec leurs collègues de la Géorgie State Patrol, la police métropolitaine d'Atlanta, la police de Hapeville, la police de East Point, et la police de College Park.

## Division des investigations criminelles
La Criminal Investigations Division enquête sur les crimes commis contre des citoyens ou leurs biens, et les biens publics de la ville d'Atlanta.
Elle est dirigée par l'officier John Dalton.